# Atado a un sentimiento (canción)
«Atado a un sentimiento» es una canción compuesta e interpretada de por la banda de rock argentina Miguel Mateos/Zas que aparece en su último disco de estudio Atado a un sentimiento de 1987.
Años más tarde fue incluida el 6 de junio de 2001 en el disco Rock en Español - Lo Mejor de Miguel Mateos, el cual recopila todos los éxitos que Miguel publicó junto a su banda.

## Músicos
1. Miguel Mateos: voz, teclados y guitarras.
2. Alejandro Mateos: batería y coros.
3. Cachorro López: bajo y coros (ex "Los Abuelos de la Nada" y Charly García)
4. Ulises "Charro" Butrón: guitarra (ex Metropolis y Película "Tango feroz: la leyenda de Tanguito")

- Datos: Q16489090